# 普魯士的伊麗莎白·安娜
伊麗莎白·安娜（德語：Elisabeth Anne，1857年2月8日—1895年8月28日）是德国奥尔登堡大公国的世襲大公妃（Hereditary Grand Duchess）和普鲁士王国公主。她的曾祖父是普鲁士国王腓特烈·威廉三世。妹妹是康诺特公爵夫人路易絲·瑪格麗特。
1878年2月，她和歐登堡大公儲弗里德里希·奥古斯特结婚。伊丽莎白的表亲夏洛特公主也一同举行了婚礼。据说弗里德里希·奥古斯特很喜欢美丽的伊丽莎白，两人的婚姻生活也很和谐。她生下两个女儿，却在1895年早逝。